# آلبرت راموس
 آلبرت راموس (انگلیسی: Albert Ramos؛ زاده ۱۷ ژانویهٔ ۱۹۸۸) یک تنیس‌باز اهل اسپانیا است. 